# Грдосело
Грдосело (итал. Castelverde di Pisino ou Gherdosella) је насељено место у Републици Хрватској у Истарској жупанији. Административно је у саставу Града Пазина.

## Географија
Грдосело се налази 6 км северно од Пазина на надморској висини од 234 м. Налази се на језичку изнад падине потока Бутониге. Становници се баве искључиво пољопривредом (винова лоза, житарице, воће и поврће) и сточарством (говеда, свиње).

## Историја
Године 1102. помиње се као кула (каштел) над долином Бутониге. Изнад рушевина бурга било је средњовековно насеље. Средиште је феуда кнезова Горичких и Аквилејскога патријархата. Кнезови Еберштајн купили су га у XIV веку, а затим је прешао у посед кнезова Девинских, па породице Walsee. У XV веку за каштел се назива Unterburg (Доњи Град), јер се налазио испод села. Пазинској кнежији посед је припојен 1472, али је задржао засебну управу.
У Ускочком рату између Аустрије и Венеције 1612. Грдосело је било спаљено, а после рата насељени су нови становници. Тада је вероватно напуштен и каштел. Ново насеље почиње се формирати у засеоку Брдо око нове жупне цркве Имена Маријина, која је саграђена 1774. на мјесту рушевне цркве Госпе од Здравља из 1680.. Пређашња жупна црква, посвећена св. Јакову, налазила се уз старо гробље ближе каштелу. Бискуп Томасини у XVII веку помиње постојање цркава Св. Ане и Св. Ивана.

## Становништво
Према последњем попису становништва из 2001. године у насељу Грдосело су била 143 становника који су живели у 33 породичних домаћинства.
Кретање броја становника по пописима 1857—2001.
| година пописа  | 1857. | 1869. | 1880. | 1890. | 1900. | 1910. | 1921. | 1931. | 1948. | 1953. | 1961. | 1971. | 1981. | 1991. | 2001. |
| бр. становника | 337   | 348   | 368   | 386   | 421   | 425   | 881   | 874   | 359   | 347   | 274   | 251   | 205   | 168   | 143   |

У 1921. и 1931. садржи податке за насеље Бутонига, а у 1857, 1869, 1921. и 1931. део података за насеље Кашћерга. Садржи податке за бивше насеље Черишњевица које је од 1880. до 1910. и 1948. исказивано као насеље.